# SAP18
SAP18 (англ. Sin3A associated protein 18) – білок, який кодується однойменним геном, розташованим у людей на короткому плечі 13-ї хромосоми. Довжина поліпептидного ланцюга білка становить 153 амінокислот, а молекулярна маса — 17 561.
| 10         |  | 20         |  | 30         |  | 40         |  | 50         |
| ---------- |  | ---------- |  | ---------- |  | ---------- |  | ---------- |
| MAVESRVTQE |  | EIKKEPEKPI |  | DREKTCPLLL |  | RVFTTNNGRH |  | HRMDEFSRGN |
| VPSSELQIYT |  | WMDATLKELT |  | SLVKEVYPEA |  | RKKGTHFNFA |  | IVFTDVKRPG |
| YRVKEIGSTM |  | SGRKGTDDSM |  | TLQSQKFQIG |  | DYLDIAITPP |  | NRAPPPSGRM |
| RPY        |  |            |  |            |  |            |  |            |

A: Аланін

C: Цистеїн

D: Аспарагінова кислота

E: Глутамінова кислота

F: Фенілаланін

G: Гліцин

H: Гістидин

I: Ізолейцин

K: Лізин

L: Лейцин

M: Метіонін

N: Аспарагін

P: Пролін

Q: Глутамін

R: Аргінін

S: Серин

T: Треонін

V: Валін

W: Триптофан

Кодований геном білок за функцією належить до репресорів. 
Задіяний у таких біологічних процесах, як процесинг мРНК, сплайсинг мРНК, транскрипція, регуляція транскрипції, ацетилювання. 
Локалізований у цитоплазмі, ядрі.